# Monika Schäfer-Korting
Monika Schäfer-Korting (* 7. Mai 1952 in Gießen) ist eine deutsche Pharmakologin und Toxikologin.

## Leben
Schäfer-Korting studierte von 1971 bis 1975 Pharmazie an der Johann Wolfgang Goethe-Universität in Frankfurt am Main. 1976 erfolgte die Approbation als Apotheker. 1977 wurde sie an der Johann-Wolfgang-Goethe-Universität bei Ernst Mutschler promoviert. Dort hat sie sich 1989 auch habilitiert. 1994 wurde sie auf den neu eingerichteten Pharmakologielehrstuhl am Fachbereich Pharmazie der Freien Universität Berlin berufen, wo sie bis Sommer 2020 wirkte. Seit Juni 2007 war sie erneut Vizepräsidentin der FU Berlin, seit dem 3. Juni 2010 bekleidete sie das Amt der Ersten Vizepräsidentin. Monika Schäfer-Korting war seit 1980 bis zu seinem Tode im Jahr 2012 mit Hans Christian Korting verheiratet.

## Wirken
Von 2002 bis 2008 war sie Sprecherin der DFG-Forschergruppe „Innovative Arzneistoffe und Trägersysteme – Integrative Optimierung zur Behandlung entzündlicher und hyperproliferativer Erkrankungen“ (FG 463) und war Koordinatorin des BMBF-Verbundprojekts: „Validierungsstudie zur Prüfung auf Hautpenetration mit Hilfe von biotechnologisch hergestellten Hautmodellen“ (FKZ 0312881). Derzeit ist Schäfer-Korting Projektleiterin in dem NanoDerm-Konsortium, das auf die Entwicklung Nanopartikel-basierter Dermatika für Therapie-resistente Hautkrankheiten zielt – im Kontext des Programms NanoForLife des Bundesministeriums für Bildung und Forschung.
Schäfer-Korting war bis zur im Jahre 2008 erschienenen 9. Auflage Mitautorin des Lehrbuchs der Pharmakologie und Toxikologie „Mutschler. Arzneimittelwirkungen“. Sie gibt im Springer Verlag Heidelberg die Buchreihe „Optimierte Arzneimitteltherapie“ heraus, im ABW Verlag Berlin die Buchreihe „The Critical Drug Monograph (TCDM)“. Sie ist Mitglied des Herausgeberrates der Zeitschriften Skin Pharmacology and Physiology sowie Mycoses, des Weiteren Vorsitzende des Wissenschaftlichen Beirats des Bundesinstituts für Risikobewertung, Berlin. Ihre langjährige Tätigkeit im Vorstand der Gesellschaft für Dermopharmazie hat sie 2010 beendet.
Einen wissenschaftlichen Schwerpunkt der Arbeit bildet die Charakterisierung der Nutzen/Risiko-Relation von Arzneimitteln. Hierzu hat sie 1999 zusammen mit Hans Christian Korting die Monographie: „The Benefit/Risk-Ratio: A Handbook of the Rational Use of Potentially Hazardous Drugs“ herausgegeben. Ein Paradigma stellen dabei die topischen Glukokortikoide mit verbesserter Nutzen/Risiko-Relation wie Prednicarbat dar. Mit dem Ziel der Entwicklung neuartiger Arzneistoffe speziell für Hautkrankheiten untersucht sie die Signaltransduktion in Geweben. Besonderes Interesse gilt dabei Sphingosin-1-Phosphat beziehungsweise seinem Rezeptor. Eine wesentliche Rolle bei der Arzneistoffentwicklung spielt das Prodrug-Konzept. Bereits bei der Entwicklung neuartiger Wirkstoffe wird parallel auch die Formulierung überdacht. Besonderes Interesse gilt hier für die Haut relevanten Arzneistoffträgersystemen wie Liposomen und nanostrukturierten lipidischen Trägern. Als neue aktive pharmazeutische Ingredienzien werden in diesem Zusammenhang Hemmer der humanen Polymerase-alpha entwickelt, vom Typ Nukleotidanaloga – mit Aphidicolin als Leitsubstanz. Präparate auf dieser Basis sollen zur Behandlung des hellen Hautkrebses dienen, speziell der aktinischen Keratose. Mit dem Ziel der Einsparung von Tierversuchen im Rahmen toxikologischer Untersuchungen werden Tierersatzversuche auf Basis von Hautmodellen entwickelt und evaluiert (OECD-Prävalidierungs- und Validierungs-Studien).
Schäfer-Korting ist Autorin von 104 vom Web of Science erfassten Publikationen, die 1.459 mal zitiert worden sind. Der Hirsch-Index liegt bei 22.